# Ustanciosporium gigantosporum
Ustanciosporium gigantosporum är en svampart som först beskrevs av Liro, och fick sitt nu gällande namn av M. Piepenbr. 2000. Ustanciosporium gigantosporum ingår i släktet Ustanciosporium och familjen Anthracoideaceae.   Inga underarter finns listade i Catalogue of Life.